# Чочуев, Харун Адамеевич
Харун Адамеевич Чочуев (21 ноября 1919, Карт-Джурт, Карачаево-Черкесия — 25 декабря 1987) — Герой Российской Федерации (1995, посмертно), старший лейтенант Советской Армии, надпоручик Чехословацкой Армии, командир партизанского отряда «Свобода», действовавшего на территории Словакии.

## Биография
Родился 21 ноября 1919 года в ауле Карт-Джурт Карачаевской автономной области, ныне в составе Республики Карачаево-Черкесия в семье крестьянина. Карачаевец. Окончил среднюю школу в ауле Терезе Малокарачаевского района.
Был призван в ряды Красной Армии в 1939 году. В 1939—1940 годах рядовым бойцом участвовал в советско-финляндской войне. После этой войны он поступил учиться в зенитно-артиллерийское военное училище.
Харун Адамеевич был участником Великой Отечественной войны с первого дня. На территории Украины принял неравный бой. На этом участке фронта советские войска — войска Юго-Западного фронта — были вынуждены вести бои с главными силами немецкой армии «Юг». Противник превосходил советские войска в пехоте и артиллерии в 2, в самолётах, в 1,5 раза. Советские войска под напором превосходящих сил противника, оказывая яростное сопротивление, неся большие потери, вынуждены были отступать.
В 1942 г. артиллерийская часть, где служил Харун Чочуев, попала в окружение. Окруженцы сделали несколько попыток прорвать кольцо окружения. Во время одной из попыток он получил ранение.
«Произошло это на Украине, — вспоминал Харун Адамеевич, — один осколок попал в мякоть ноги, а второй — в бровь. Я этот осколочек вытащил сам, хотя было очень больно, так как он застрял в кости, а когда бойцы ножом разрезали мышцу на ноге и стали извлекать второй — я потерял сознание. Когда пришел в себя, наш особист отвел меня в одном из украинских хуторов к старику и велел спрятать до прихода Красной Армии. В одной из облав гитлеровцы обнаружили меня, старик же был расстрелян на месте. А для меня начался плен. Долгий горький путь закончился в Штеттине (ныне город Шецин в Польше). Там мы дробили и таскали камень… Как мне передать всю меру унижений и страданий? Слов не хватает…».
Харун Чочуев и его товарищи много раз планировали организовать побег из лагеря. Весной 1944 г. удалось осуществить один из планов. Обезвредив охрану, тёмной ночью удалось бежать впятером. Запланировали бежать на восток в направлении г. Белосток. Шли дожди, смывались все следы, бежали, обходя стороной крупные населённые пункты. Харун и его товарищи в пути уничтожили трёх немецких мотоциклистов, забрали их оружие и продукты. Так как они плохо ориентировались по местности и бежали по ночам, вместо востока вышли к границе Словакии. В пути было много встреч с немецким конвоем, сопровождавшим военнопленных. С марта по сентябрь Харун Чочуев и его товарищи освободили около тысячи военнопленных, спасали поляков. Однажды в одном коротком бою они перестреляли двенадцать охранников и освободили около пятисот измождённых, обессилевших человек.
Пограничная зона Словакии была гористая, покрытая смешанным лесом, она Харуну Чочуеву очень напоминала горы, леса и ущелья родного Кавказа. К осени 1944 г. Словакия была оккупирована нацистами. Начался жестокий террор. В ответ народ поднимался на вооружённую борьбу.
Группа Чочуева встретилась с охотником, которого звали Филипп Малик. Он оказался коммунистом. Филипп Малик помог ребятам спрятаться и окрепнуть. В декабре 1944 г. отряд из 18 человек совершил налёт на один из гитлеровских гарнизонов в окрестностях города Жилина. В результате было убито 24 солдата противника, остальные бежали. Захвачены трофеи: горная пушка, 2 пулемёта, боеприпасы, машина с продовольствием, 12 автоматов.
Партизаны проводили много других боевых операций. В конце января 1945 г. группа неслушских партизан соединилась с группой советских партизан Харуна Чочуева. Командиром был избран старший лейтенант Чочуев Х. А., заместителем назначен Филипп Малик, а политическим комиссаром — Николай из г. Ростов-на-Дону. Так возник партизанский отряд «Свобода», отличавшийся высокой боевой готовностью.
Отряд Чочуева рос с каждым месяцем. 10 марта 1945 года в него вступили 16 человек — граждан СССР, 15 марта во время разоружения венгерских подразделений вступили в отряд ещё 20 партизан, в том числе и советские. В списках отряда было уже 70 человек. 16 апреля 1945 г. к партизанам перешла целая рота венгерских солдат в количестве 110 солдат, расквартированная в школе населённого пункта Неслужа.
Партизанский отряд «Свобода» под командованием старшего лейтенанта Чочуева Х. А. с декабря по май 1945 года провёл 92 боя и ни в одном из них не потерпел поражения. Приведём несколько примеров.
10 января 1945 года по приказу немецкого командования Жилинского округа вышла в экспедицию против партизан отряда «Свобода» спецкоманда 13 (ЕК-13) под командованием майора Крафтунга. Отряд Харуна Чочуева вступил под Маковым с ними в бой. В бою было убито около сотни немцев, а остальные разбежались. Партизаны захватили богатые трофеи. Это оказалась та эсэсовская часть, которая свирепствовала в 1942 г. в районе Кавминвод и Кубани, на совести которых тысячи загубленных советских людей.
В марте 1945 г., когда сопротивление нацистов стало особенно ожесточённым, Харун Чочуев изменил тактику борьбы с гитлеровцами: партизаны стали действовать небольшими группами одновременно в нескольких местах. Эта тактика оказалась очень эффективной. Так, 5 марта группа партизан из 17 человек под руководством Филиппа Малика в районе Неслуши окружила 60 мадьярских солдат. Они были взяты в плен. Были захвачены 25 пушек, 4 миномёта, 2 пулемёта, много ручных гранат и патронов.
29 апреля немцы в населённом пункте Неслуша арестовали около 200 граждан и заперли в большом сарае. Партизаны отряда «Свобода», при поддержке орудийного и миномётного огня передовых разведчастей Красной Армии 4-го Украинского Фронта — 17 гвардейского стрелкового корпуса под командованием генерал-лейтенанта Медведева, освободили арестованных граждан.
На территории горной цепи Жиар у населённого пункта Остре 1 мая 1945 г. весь партизанский отряд «Свобода» соединился с 17-м гвардейским стрелковым корпусом 4-го Украинского Фронта. 3-4 мая 1945 г. партизаны Харуна Чочуева с сотрудниками НКВД проводили очистку гор от немцев, которые ещё скрывались в горах.
6 мая 1945 г. партизанский отряд «Свобода» был демобилизован в комендатуре Советской Армии в Жилинге. Таким образом, старший лейтенант Советской Армии, сын Карачая стал подпоручиком Чехословацкой Армии, внёс свою лепту в дело освобождения Словакии от нацистского ига.
Харун Чочуев был дважды ранен, но каждый раз после излечения снова брался за оружие. Он со своими партизанами наносил большой ущерб немецким войскам, боевой технике противника, истребил сотни вражеских солдат и офицеров, поджёг десятки автомашин, освободил из немецкого плена сотни советских солдат.
Чочуев был талантливым командиром, хорошим организатором, отважным партизаном. Он очень любил своих бойцов, внимательно относился к их нуждам, всячески оберегал от неоправданных потерь. Бойцы отряда отвечали ему тем же, очень любили своего командира. Относились к нему с большим уважением и жители населённых пунктов, где действовал партизанский отряд «Свобода».
Словацкие друзья Харуна Чочуева в 1974 г. в журнале «Огонек» о его славных делах напечатали статью «Словакия помнит». После этого установилась связь между братьями по оружию. Началась переписка. Однако все было не так просто. Из 20 писем Харуна Чочуева словацкие друзья получили лишь только четыре. Они писали: «Дорогой наш Харун Адамеевич! Мы озабочены Вашим молчанием, думаем, не приболели ли Вы…»
Его вскоре навестил боец отряда Антон Янец. Но о нём молчали средства массовой информации, партийные, советские органы, хотя в их распоряжении была архивная справка о деятельности Чочуева Х. А. и его партизанского отряда, составленная его словацкими боевыми соратниками.
В 1987 г. Харуна Адамеевича не стало. Его родные и близкие получили письмо из Чехословакии: «С болью узнали о кончине дорогого нам человека Харуна Адамеевича Чочуева. Память о нём будет жить в сердцах наших соотечественников. Настоящим извещаем родных и близких покойного, что решением местной администрации от 5 февраля 1988 года центральная улица города Неслуши названа именем Харуна Адамеевича Чочуева…».
Справедливость восторжествовала лишь в 1995 г. Указом Президента Российской Федерации Б. Н. Ельцина от 5 октября 1995 года № 1018 «За мужество и героизм, проявленные в борьбе с немецко-фашистскими захватчиками в Великой Отечественной войне 1941—1945 гг. Чочуеву Харуну Адамеевичу, старшему лейтенанту, присвоено звание Героя Российской Федерации (посмертно)».